# Usiv
Usiv (ukrajinsky Усів) byla vesnice na severní Ukrajině v Ivankivském rajóně. Poblíž řeky Pripjať. Leží 9 kilometrů od města Pripjať, 11 km od jaderné elektrárny Černobyl a 25 km od Černobylu. Leží v Černobylské zóně, do roku 1986 náležela Černobylskému rajónu. Byla opuštěna v důsledku výbuchu jaderné elektrárny Černobyl.